# Mosås
Mosås is een plaats in de gemeente Örebro in het landschap Närke en de provincie Örebro län in Zweden. De plaats heeft 899 inwoners (2005) en een oppervlakte van 270 hectare.

## Verkeer en vervoer
Bij de plaats loopt de E20/Riksväg 50.
De plaats had vroeger een station aan de nog bestaande spoorlijn Hallsberg - Örebro.